# 아드리엔 르쿠브뢰르

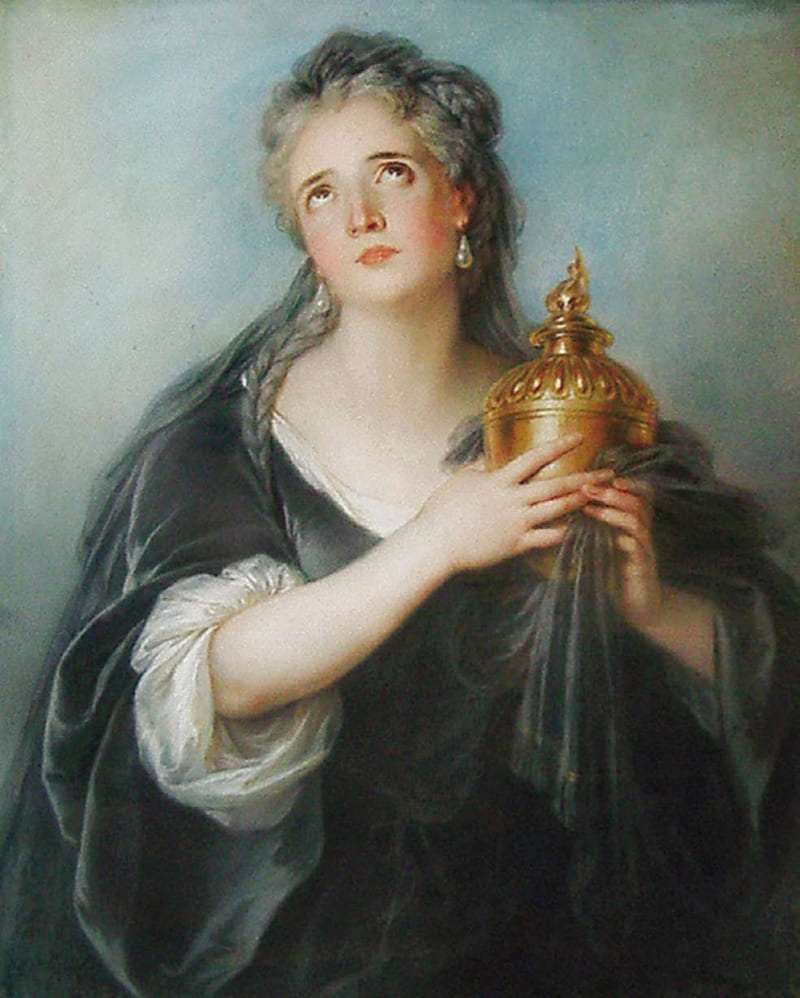
피에르 코르네유의 연극"폼페이의 죽음"에서 코르넬리아 역을 맡은 아드리엔 르쿠브뢰르의 모습

아드리엔 르쿠브뢰르(프랑스어: Adrienne Lecouvreur 1692년 4월 5일 ~ 1730년 3월 20일)는 18세기 초반 프랑스의 대표적인 배우이다.

## 일대기
르쿠브레르는 프랑스의 작은 마을인 다메리에서 모자 장수의 딸로 태어났다. 그녀의 원래 성은 쿠브뢰르(Couvreur)였다. 그녀는 릴에서 처음으로 무대에 등장하였다. 코메디 프랑세즈의 파리 첫 데뷔 하고 죽을 때까지, 르쿠브뢰르는 대중에게 엄청난 인기를 얻었다. 르쿠브뢰르는 양식화되지 않는 자연스러운 연기 방식을 발전시켰다고 평가된다.
그녀는 훗날 프랑스의 육군원수가 되는 모리스 드 삭스 백작과 연인 관계에 있었다. 삭스가 러시아인들의 반발로 쿠틀란트의 공작에 선출되지 못하자, 르쿠브뢰르는 삭스에게 1727년 거의 백만 프랑을 빌려주어, 그가 쿠틀란트에서 군대를 유지하는 데 도와주었다. 그러나 삭스는 결국 뜻을 이루지 못한 채 파리로 되돌아 왔고, 르쿠브뢰르는 죽기 얼마 전에 그에게 버림받았다. 1730년 3월 15일, 르쿠브뢰르는 볼테르의 희곡 작품 하나를 공연하던 중, 기절하여 집으로 실려갔다. 그녀는 나흘 뒤 독으로 사망하게 되었고, 그의 의문사는 라이벌인 부용 공작비에 의한 것이라 한다.
그 당시 배우는 교회장으로 장례를 치르는 것이 거부되어서, 그의 친구 볼테르는 이 주제에 관한 씁쓸한 시를 썼다.
르쿠브뢰르의 인생은 스크리브와 에르네스트 르구베가 쓴 비극 드라마에 영감을 주었고, 이는 프란체스코 칠레아의 오페라 《아드리아나 르쿠브뢰르》의 기초가 되었다.

## 참고 링크
- 모리스 드 삭스와 아드리엔 르쿠브뢰르 (영문)
- 프랑스 라틴 지역의 비스콩티 거리 (영문)